# Kim Grant (Tennisspielerin)
Kim Grant (* 1. Mai 1971 in Klerksdorp) ist eine ehemalige südafrikanische Tennisspielerin.

## Karriere
Mit fünf Jahren begann Grant Tennis zu spielen und das am liebsten auf Rasen. Auf dem ITF Women’s Circuit gewann sie insgesamt acht Doppeltitel.

## Erfolge

### Doppel

#### Turniersiege
| Nr. | Datum         | Turnier     | Kategorie   | Belag             | Partnerin          | Finalgegnerinnen                   | Ergebnis       |
| --- | ------------- | ----------- | ----------- | ----------------- | ------------------ | ---------------------------------- | -------------- |
| 1.  | Januar 1998   | San Antonio | ITF $10.000 | Hartplatz         | Mashona Washington | Andrea Sebova Silvia Uricková      | 4:6, 7:63, 6:2 |
| 2.  | Juni 1999     | Easton      | ITF $10.000 | Hartplatz         | Lindsay Lee-Waters | Holly Parkinson Julie Scott        | 6:4, 7:67      |
| 3.  | Juli 1999     | Edmond      | ITF $10.000 | Hartplatz         | Stephanie Mabry    | Lauren Kalvaria Gabriela Lastra    | 6:4, 6:1       |
| 4.  | März 2002     | La Canada   | ITF $25.000 | Hartplatz         | Abigail Spears     | Lorna Woodroffe Julie Pullin       | 4:6, 7:5, 6:1  |
| 5.  | November 2002 | Nottingham  | ITF $25.000 | Hartplatz (Halle) | Lilia Osterloh     | Lucie Ahl Selima Sfar              | 6:1, 6:2       |
| 6.  | April 2003    | Tarent      | ITF $25.000 | Sand              | Natalie Grandin    | Nicole Remis Delia Sescioreanu     | 6:2, 6:1       |
| 7.  | Juni 2007     | Carson      | ITF $50.000 | Hartplatz         | Sunitha Rao        | Angela Haynes Lindsay Lee-Waters   | 6:4, 6:4       |
| 8.  | Juli 2007     | Southlake   | ITF $25.000 | Hartplatz         | Surina De Beer     | Valérie Tétreault Stéphanie Dubois | 4:6, 6:4, 6:4  |

#### Finalteilnahmen
| Nr. | Datum    | Turnier   | Kategorie    | Belag | Partnerin          | Turniersiegerinnen               | Ergebnis |
| --- | -------- | --------- | ------------ | ----- | ------------------ | -------------------------------- | -------- |
| 1.  | Mai 2000 | Straßburg | WTA Tier III | Sand  | María Vento-Kabchi | Florencia Labat Sonya Jeyaseelan | 4:6, 3:6 |